# Rhododendron flammeum
Rhododendron flammeum  là một loài thực vật có hoa trong họ Thạch nam. Loài này được (Michx.) Sarg. miêu tả khoa học đầu tiên năm 1917.

## Hình ảnh

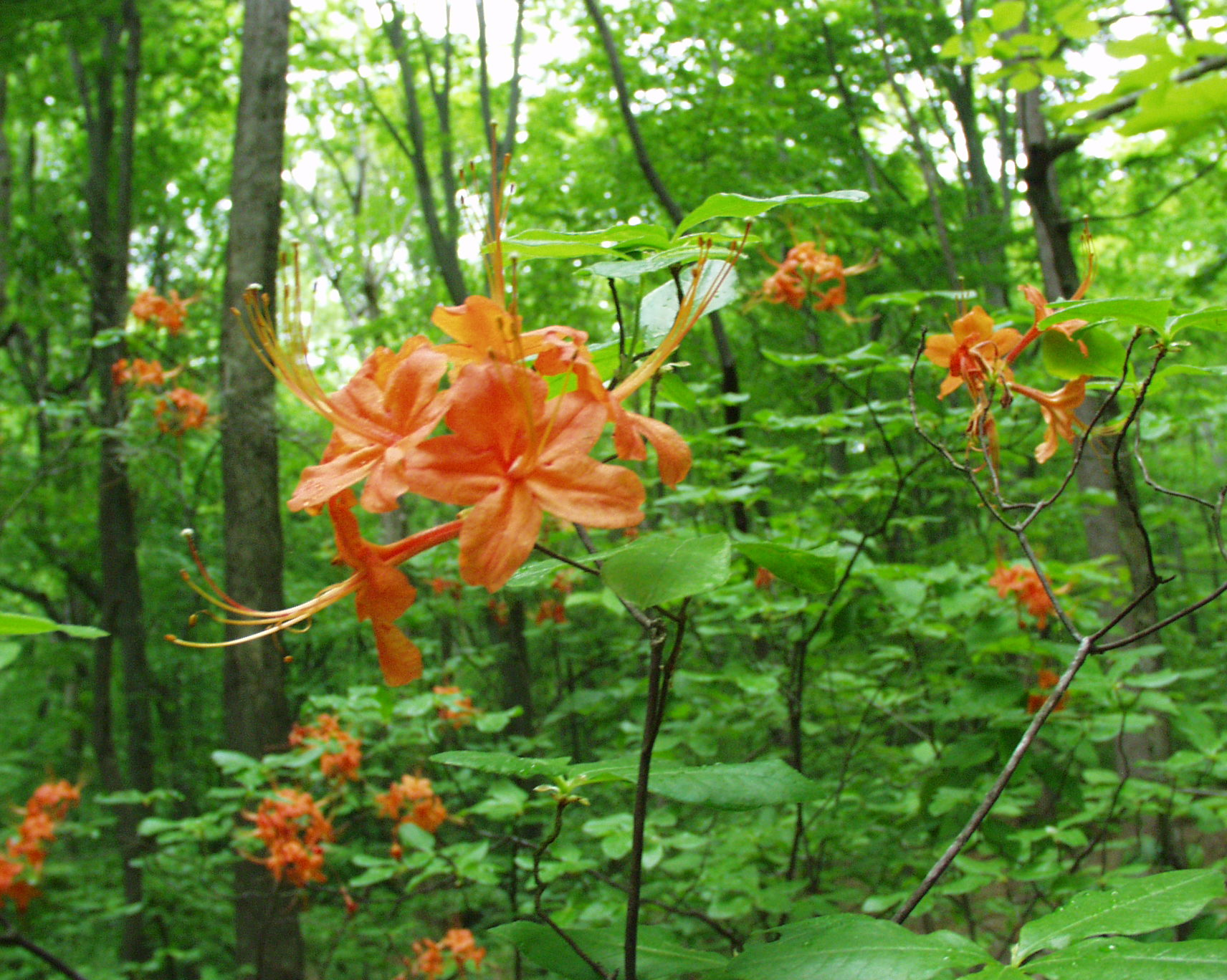